# American Rust - Ruggine americana
American Rust - Ruggine americana (American Rust) è una serie televisiva statunitense creata da Dan Futterman e basata sull'omonimo romanzo di Philipp Meyer. La serie ha debuttato il 12 settembre 2021 su Showtime.

## Trama
Ambientata in una piccola cittadina della Rust Belt in Pennsylvania, il capo della polizia Del Harris inizia un'indagine quando il figlio della donna che ama è accusato di omicidio.

## Episodi
| Stagione         | Episodi | Pubblicazione |
| ---------------- | ------- | ------------- |
| Prima stagione   | 9       | 2021          |
| Seconda stagione | 10      | 2024          |

## Personaggi e interpreti

### Principali
- Del Harris (stagioni 1-2), interpretato da Jeff Daniels, doppiato da Alessandro Rossi.
Veterano dipendente da oppiacei e commissario di polizia di Buell che indaga sull'omicidio di un ex collega.
- Grace Poe (stagioni 1-2), interpretata da Maura Tierney, doppiata da Roberta Pellini.
Sarta di abiti da sposa dipendente da FANS, ex moglie di Virgil e madre di Billy.
- Isaac English (stagioni 1-2), interpretato da David Alvarez, doppiato da Davide Perino.
Fratello di Lee e amico di Billy, si occupa del padre malato.
- Henry English (stagione 1), interpretato da Bill Camp, doppiato da Stefano De Sando.
Vedovo e padre di Isaac e Lee.
- Lee Ann English (stagioni 1-2), interpretata da Julia Mayorga, doppiata da Eva Padoan.
Sorella di Isaac, è sposata e vive a New York.
- Billy Poe (stagioni 1-2), interpretato da Alex Neustaedter, doppiato da Flavio Aquilone.
Ex capitano di una squadra di football americano, in libertà vigilata per aver picchiato un coetaneo.
- Virgil Poe (stagioni 1-2), interpretato da Mark Pellegrino, doppiato da Christian Iansante.
Disoccupato, ex marito di Grace e padre di Billy.
- Steve Park (stagioni 1-2), interpretato da Rob Yang, doppiato da Gianfranco Miranda.
Agente di polizia e partner di Del.
- Angela Burgos (stagione 2), interpretata da Lauren Vélez.
- Cynthia Frazier (stagione 2), interpretata da Britian Seibert.

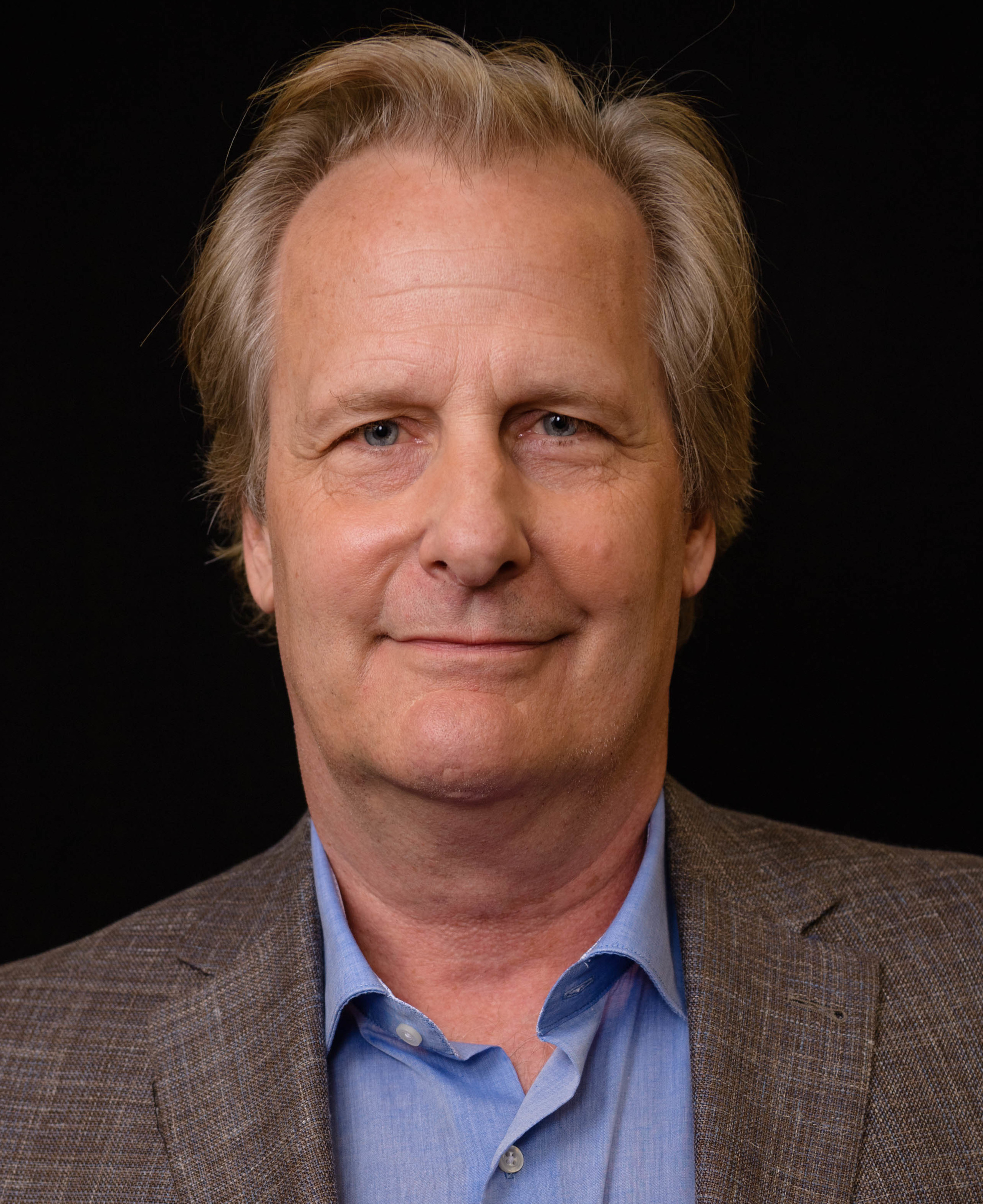
Jeff Daniels
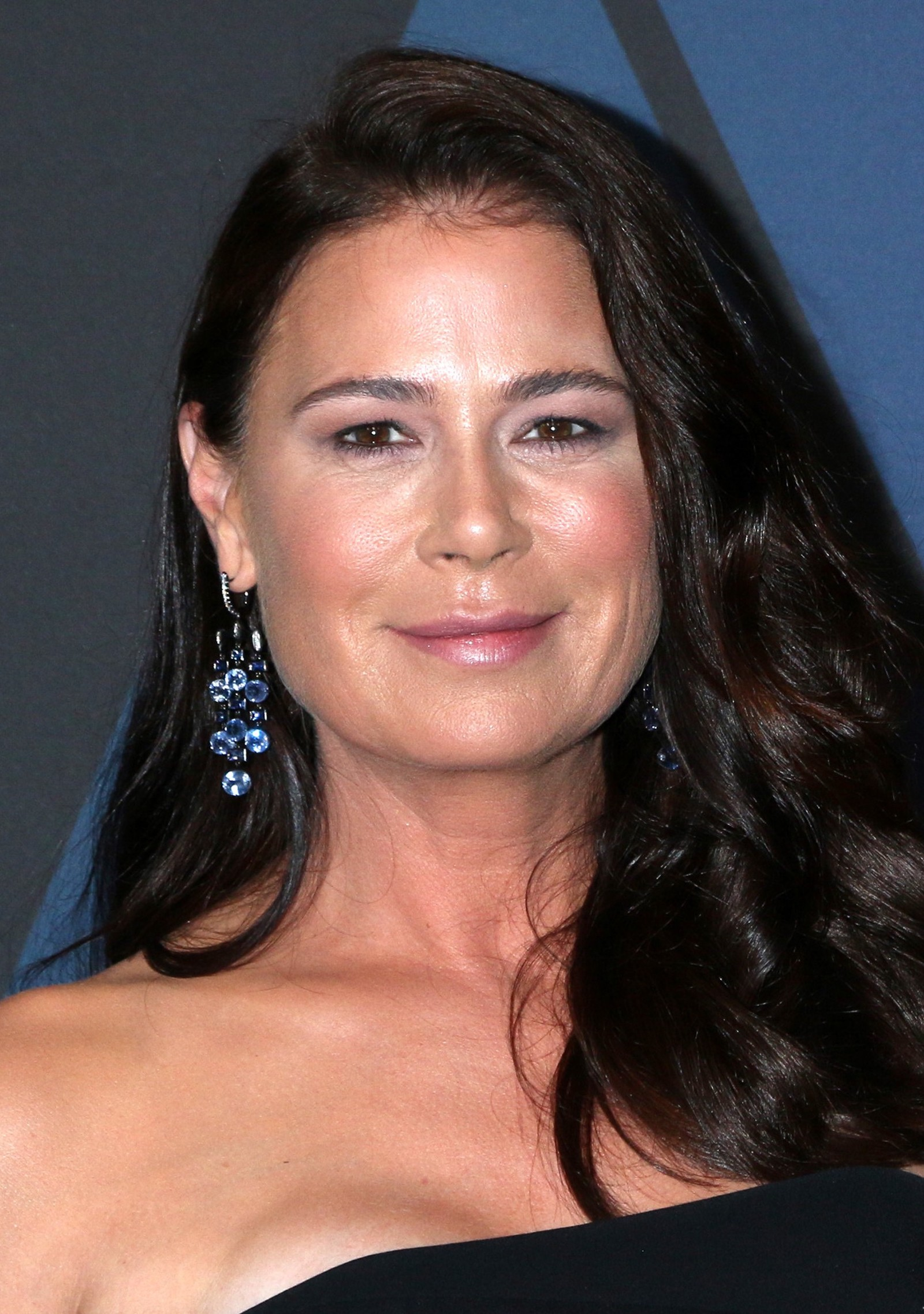
Maura Tierney
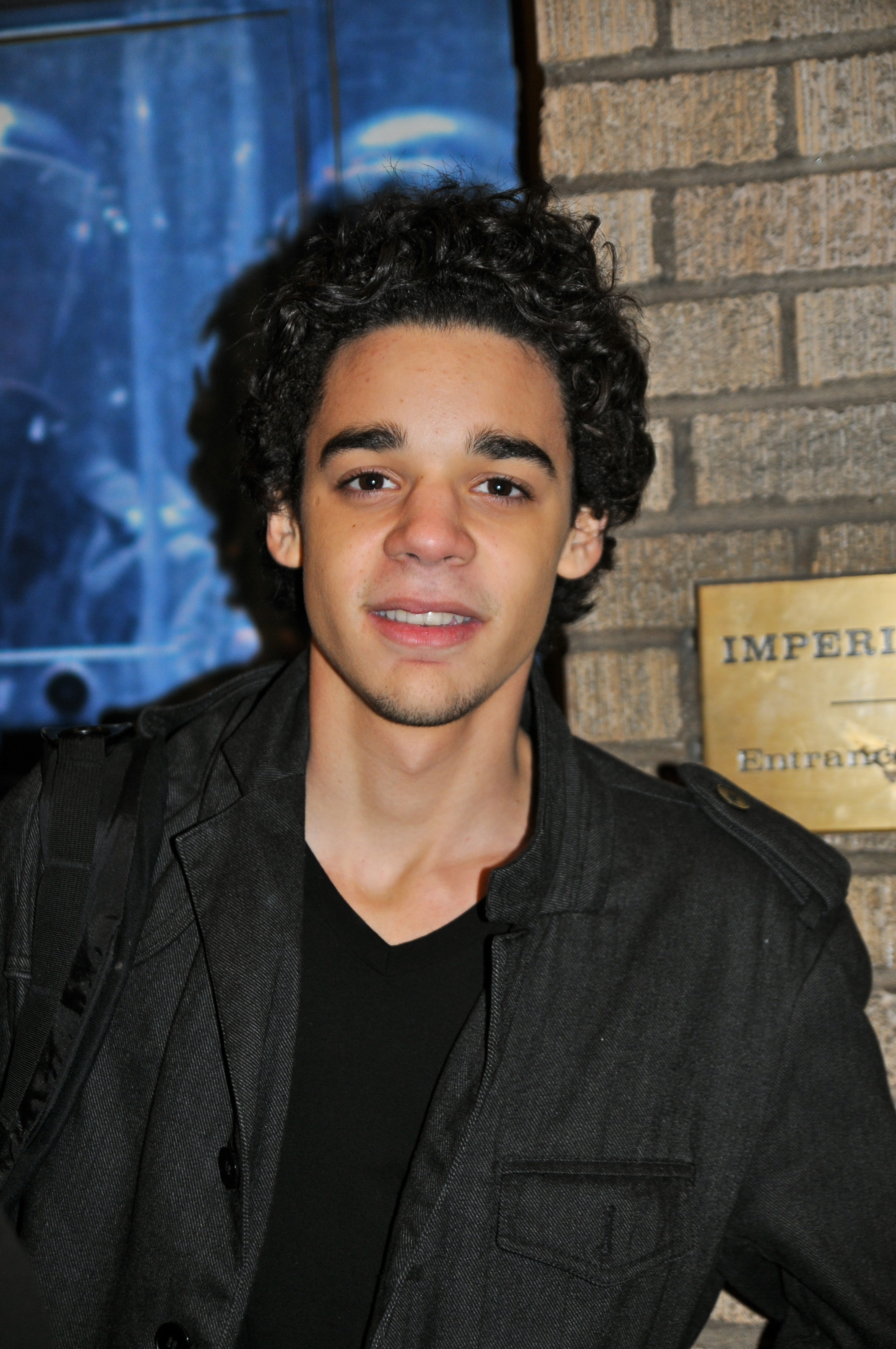
David Alvarez
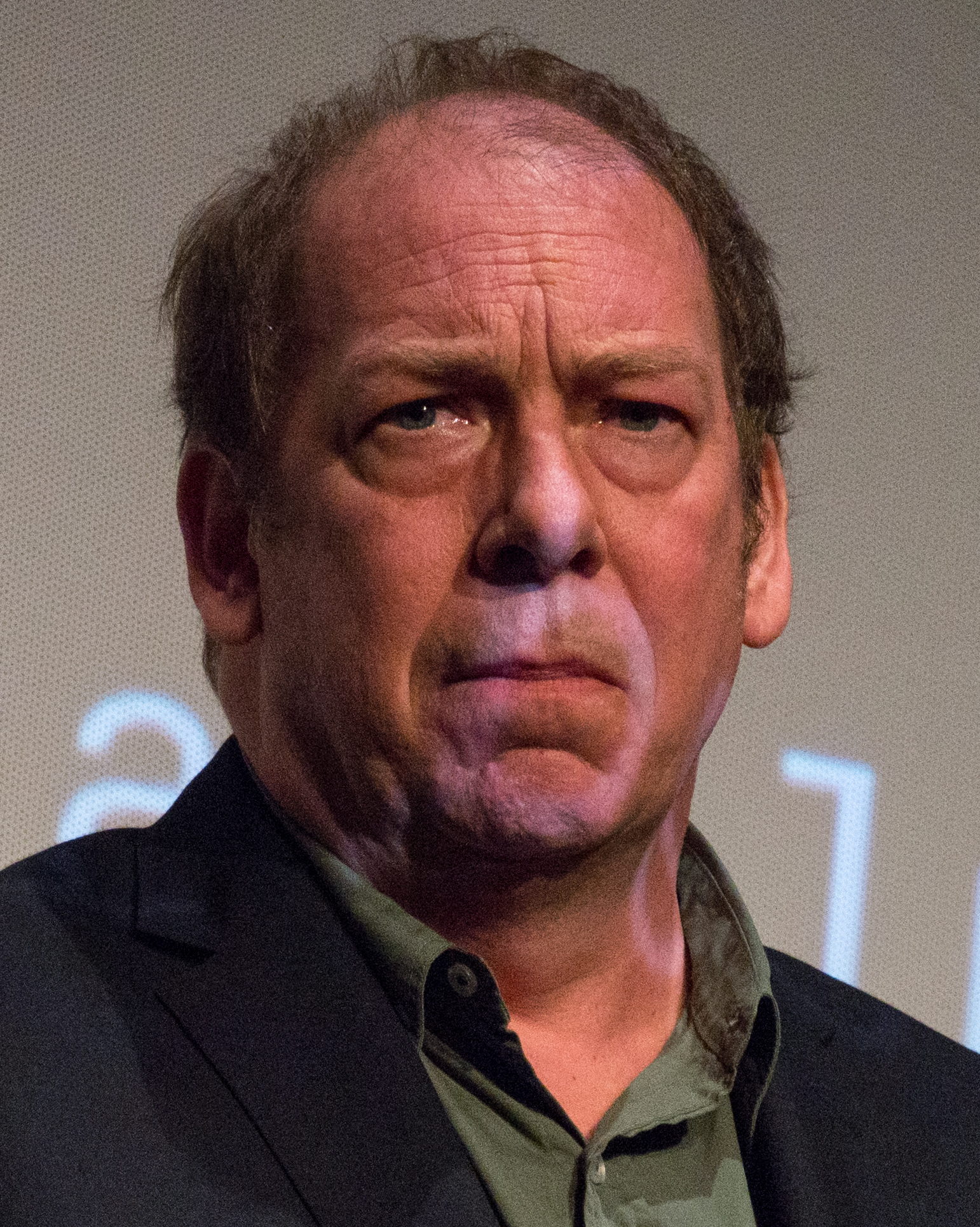
Bill Camp
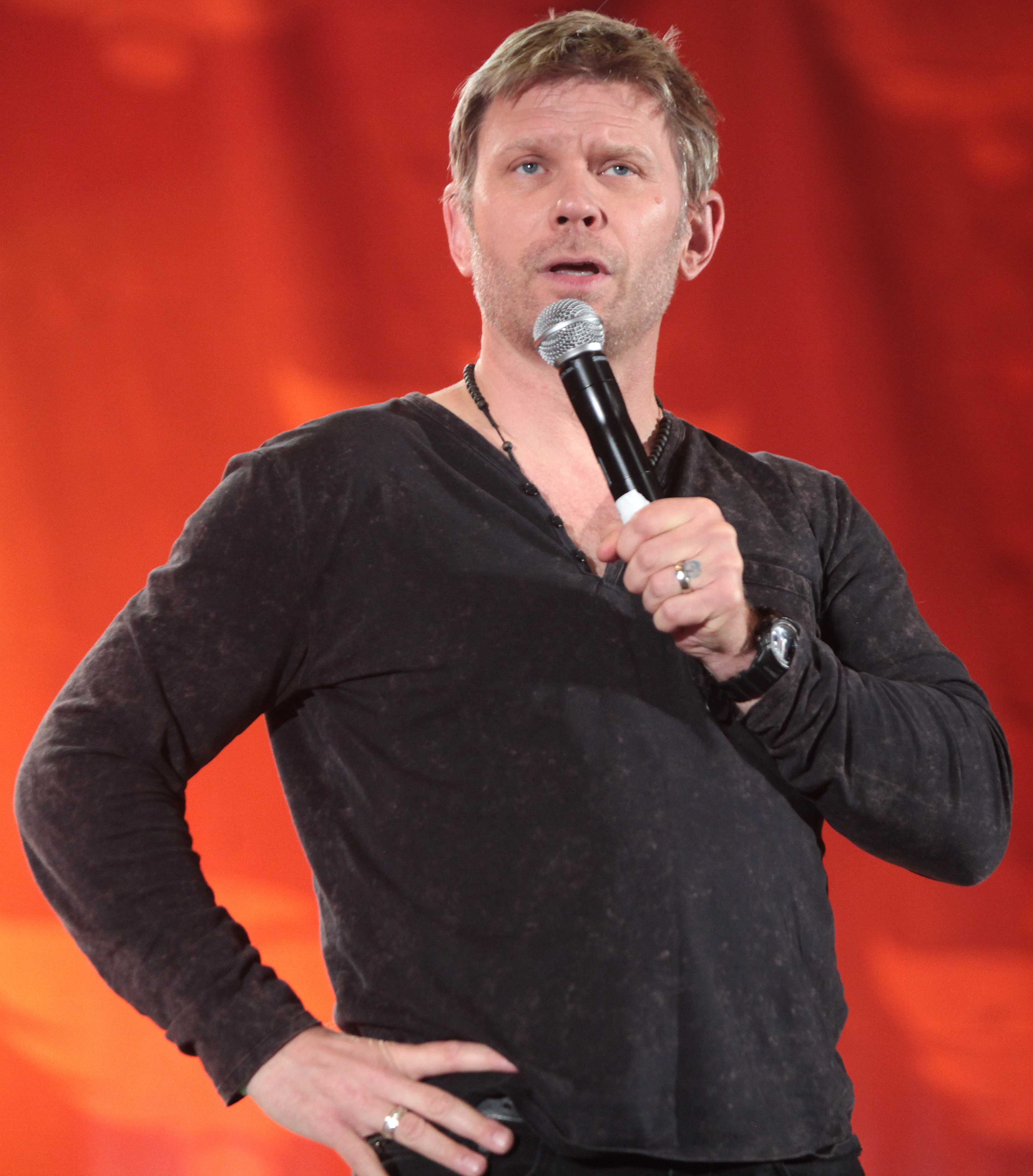
Mark Pellegrino

### Ricorrenti
- Sue Herlitz (stagioni 1-2), interpretata da Emily Davis, doppiata da Chiara Colizzi.
Procuratrice distrettuale.
- Jackson Berg (stagione 1), interpretato da Dallas Roberts, doppiato da Alessandro Quarta.
Farmacista e amico di Del.
- Bethany (stagioni 1-2), interpretata da Zenzi Williams, doppiata da Beatrice Caggiula.
Collega e amica di Grace.
- JoJo (stagione 1), interpretata da Nicole Chanel Williams, doppiata da Chiara Gioncardi.
Ragazza queer, senza fissa dimora, in viaggio per Las Vegas per incontrare la fidanzata. Conosce Isaac mentre è in fuga.
- Glenn Paronne (stagioni 1-2), interpretato da Guy Boyd, doppiato da Carlo Valli.
Amico di Del e giudice che presiede nel caso di Billy.
- Frank DeLuca (stagioni 1-2), interpretato da Namir Smallwood, doppiato da Jacopo Venturiero.
Sceriffo della contea di Fayette.
- Pete Novick (stagione 1), interpretato da Jim True-Frost, doppiato da Franco Mannella.
Ex collega di Del, licenziato da lui e trovato morto sei mesi dopo.
- Pam Novick (stagione 1), interpretata da Joanne Tucker, doppiata da Giò Giò Rapattoni.
Moglie di Pete.
- Jillian (stagione 1), interpretata da Clea Lewis, doppiata da Maddalena Vadacca.
Collega di Grace.
- Alejandro (stagioni 1-2), interpretato da Federico Rodriguez, doppiato da Federico Zanandrea.
Marito di Lee.
- Vic Walker (stagione 2), interpretato da Marc Menchaca.
- Russell Wolff (stagione 2), interpretato da Christopher Denham.
- Mike Orr (stagione 2), interpretato da Nick Sandow.
- Maya Park (stagione 2), interpretata da Sara Lindsey.
- Rinna Bransford (stagione 2), interpretata da Amelia Workman.
- Bolt (stagione 2), interpretato da Leon Addison Brown.

## Produzione
Nel novembre 2017 un adattamento televisivo di American Rust fu ordinato da USA Network. L'episodio pilota fu sceneggiato da Brian McGreevy, Lee Shipman e Philipp Meyer, e diretto da David Gordon Green. Il progetto fu abbandonato il 25 gennaio 2018, dopo aver avuto difficoltà nel trovare un attore protagonista per la serie.
Nel luglio 2019 l'adattamento è stato ricommissionato da Showtime, scritta da Dan Futterman con protagonista Jeff Daniels, ed entrambi come produttori esecutivi. Nel marzo 2020, Maura Tierney, Bill Camp, David Alvarez, Alex Neustaedter e Julia Mayorga sono stati assegnati nei ruoli principali. Nel marzo 2021 Mark Pellegrino si è unito al cast, mentre Dallas Roberts, Clea Lewis e Nicole Chanel Williams sono stati assegnati in ruoli ricorrenti.
La serie è stata girata a Pittsburgh.
Il 25 gennaio 2022 Showtime ha cancellato la serie dopo una stagione. Il 9 giugno seguente Amazon Freevee ha ottenuto i diritti della serie e l'ha rinnovata per una seconda stagione. Le riprese della seconda stagione sono iniziate nella Pennsylvania occidentale nel novembre 2022 e sono terminate nel maggio 2023.
Il 26 luglio 2024 è stata annunciata la cancellazione della serie.

## Distribuzione
Negli Stati Uniti la prima stagione è stata trasmessa dal 12 settembre al 7 novembre 2021 su Showtime. La seconda stagione, sottotitolata American Rust: Broken Justice, è stata distribuita il 28 marzo 2024 su Prime Video.
In Italia la prima stagione è andata in onda su Sky Atlantic dal 25 ottobre al 22 novembre 2021.

## Accoglienza
La prima stagione ha ricevuto recensioni contrastanti dalla critica. Rotten Tomatoes riporta il 26% delle recensioni professionali positive, con un voto medio di 5,70 su 10 basato su 31 critiche. Il consenso critico del sito web indica: «Il racconto dell'America smarrita di American Rust è meritevole, ma nonostante un cast celebre, non ha proprio la chiarezza narrativa o il peso necessario per rendere giustizia al suo argomento.» Metacritic, invece, ha assegnato un punteggio di 48 su 100 basato su 22 recensioni, indicando "recensioni miste".